# Madrigalisme
Madrigalisme is in het madrigaal van de 16e eeuw de benaming voor toonschilderende effecten, waarbij woorden muzikaal geïllustreerd werden. Madrigalismen ontstonden toen de aanvankelijk zuiver vocale madrigalen werden ondersteund door instrumenten als de gamba, en daarbij de madrigaal een steeds concertanter muziekgenre werd.

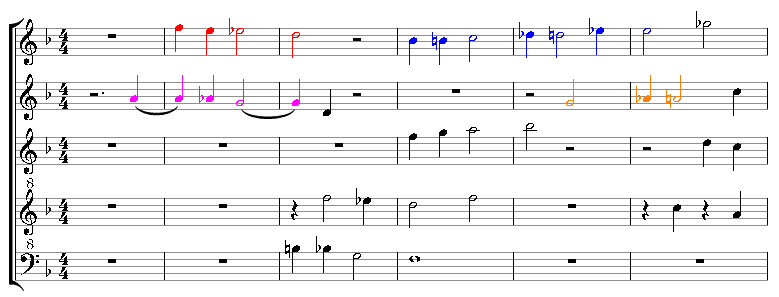
Voorbeeldje van madrigalisme (de gekleurde chromatische lijnen) in het werk "Dolcissima mia vita" van Carlo Gesualdo.

## Middelen
Madrigalismen maken onder andere gebruik van chromatiek en begeleiding van de gezongen teksten door bijvoorbeeld een rijkelijke en ornamentele gambapartij. Soms kregen madrigalismen zelf een symbolische betekenis. Een der eerste componisten die madrigalismen gebruikten was Marc'Antonio Ingegneri.
Woorden als 'smart', 'vreugde', 'melancholie' leiden tot zo uitgebreide toonschilderingen, dat men dit effect wel aanduidt als madrigalisme. De muziek volgt de tekst als het ware 'op de voet'.

## Voorbeeld
In de "Geluckwenschinge" toont bijvoorbeeld Cornelis Helmbreecker zich als componist een trouwe volgeling van zijn leermeester Jan Pieterszoon Sweelinck en een gedegen vakman: 

Maar het naderend einde van de oude componeertechniek van de stile antico kondigt zich duidelijk aan en maakt plaats voor de stijlfiguren van een seconda prattica in de toenemende tekstgebondenheid van zijn muziek. Menig affectrijk madrigalisme doet de tekst recht wedervaren, bijvoorbeeld 'lang' door zeer lange noten, 'gebroken' door gebroken drieklanken, terwijl de levendigheid van de jeugd gestalte krijgt in een 'dartel' ritme, 'ineengevallen terneer ligt' en de daarop volgende 'opgang naar het hemelse huis' door dalende en stijgende melodieën.